# Хрисо
Хрисо (грч. Χρυσό) је насељено место и седиште општине Емануил Папас у периферији Средишња Македонија, Грчка. Према попису из 2021. године било је 1.006 становника.
Према бугарском географу и историчару, Василу Канчову, у Хрису је 1900. године живело 1.080 Грка. Године 1924. насељен је мали број грчких избегличких породица. На попису из 1928. године Хрисо је имао 2.251 становника, од чега 198 избеглица. Село се раније звало Тополјани.